# Rio Novo do Sul
Rio Novo do Sul là một đô thị thuộc bang Espírito Santo, Brasil. Đô thị này có diện tích 203,721 km², dân số năm 2007 là 10782 người, mật độ 52,93 người/km².